# Brooks Lennon
Brooks Lennon, né le 22 septembre 1997 au Paradise Valley en Arizona, est un joueur américain de soccer. Il joue au poste de défenseur au Atlanta United en MLS.

## Biographie

### En équipe nationale
Avec les moins de 20 ans, il participe au championnat de la CONCACAF des moins de 20 ans en 2017. Lors de cette compétition, il joue six matchs. Il inscrit un triplé contre  Haïti, puis un but contre Saint-Kitts-et-Nevis. Les Américains remportent le tournoi en battant le Honduras en finale.
Il dispute dans la foulée la Coupe du monde des moins de 20 ans organisée en Corée du Sud. Lors du mondial junior, il joue cinq matchs. Il marque contre l'Arabie saoudite en phase de groupe, puis contre la Nouvelle-Zélande en huitièmes de finale.  Les Américains sont éliminés en quart de finale par le Venezuela.

## Palmarès
- Vainqueur du championnat de la CONCACAF des moins de 20 ans en 2017 avec l'équipe des États-Unis des moins de 20 ans.